# Walter Palmer
Walter Scott Palmer (Ithaca, 23 ottobre 1968) è un ex cestista statunitense, professionista nella NBA e in Europa.

## Carriera
È stato selezionato dagli Utah Jazz al secondo giro del Draft NBA 1990 (33ª scelta assoluta).